# Herald Gelhaus
Herald Gelhaus (ur. 24 lipca 1915 w Getyndze, zm. 2 grudnia 1997 w Bochum) – kapitänleutnant, dowódca niemieckich okrętów podwodnych w latach 1941–1943, jeden z niemieckich asów wojny podwodnej.
Do służby w Kriegsmarine wstąpił w 1935 roku, dowodził okrętami podwodnymi U-143 i U-107. W swojej karierze zatopił 19 jednostek o łącznej pojemności 100 373 BRT i uszkodził jedną jednostkę o pojemności 10 068 BRT. 26 marca 1943 roku odznaczony Krzyżem Rycerskim jako 155. w Kriegsmarine i 85. w U-Bootwaffe. Po wojnie osadzony, uwolniony 13 sierpnia 1945 roku.

## Kariera
Herald Gelhaus urodził się 24 lipca 1915 w Getyndze, do niemieckiej marynarki wojennej wstąpił w 1935 roku, po ukończeniu szkolenia podjął służbę na krążowniku lekkim „Karlsruhe”. Od maja 1838 do października 1939 roku pełnił funkcje oficera sygnałowego na pancerniku „Gneisenau”. W tym samym miesiącu rozpoczął szkolenie w zakresie pływania podwodnego, które ukończył w marcu 1940 roku. Jako oficer wachtowy od marca do lipca 1940 roku przechodził szkolenie techniczne Baubelehrung U-Bootów w 2. Flotylli U-Bootów w Wilhelmshaven.
W tym samym miesiącu objął stanowisko 1 oficera wachtowego na U-103, którego pokład opuścił w marcu 1941 roku, aby rozpocząć szkolenie torpedowe dla dowódców okrętów podwodnych w 24. Flotylli. Po ukończeniu kursu, z końcem marca objął dowództwo swojego pierwszego okrętu – U-143. Odbył na nim cztery patrole, podczas których do końca listopada 1941 roku zatopił jeden norweski parowiec „Inger” o pojemności 1409 BRT. Operował wówczas w składzie 3., a następnie 22. Flotylli U-Bootów. 1 grudnia 1941 roku objął stanowisko dowódcy U-107, które sprawował do 6 czerwca 1943 roku, odbywając na tym okręcie sześć patroli, podczas których zatopił 18 jednostek oraz uszkodził norweski motorowiec „Egda”. 1 kwietnia 1942 roku został awansowany do stopnia kapitänleutnanta.
Po zdaniu obowiązków dowódcy, od czerwca 1943 do lutego 1944 roku pełnił funkcje doradcy w OKM, następnie instruktora w 22. oraz 27. Flotylli. Od grudnia 1944 do kwietnia 1945 dowodził operacjami U-Bootów na Bałtyku, w kwietniu zaś do kapitulacji Niemiec pełnił funkcje sztabowe w dowództwie floty na obszar Morza Północnego. Po kapitulacji został aresztowany, po czym uwolniony 13 sierpnia 1945 roku.
W czasie służby w Kriegsmarine, 26 marca 1943 roku został odznaczony Krzyżem Rycerskim jako 155. w Kriegsmarine i 85. w U-Bootwaffe. Zmarł 2 grudnia 1997 roku w Bochum.